# Maron (Srengat)
Maron is een bestuurslaag in het regentschap Blitar van de provincie Oost-Java, Indonesië. Maron telt 2834 inwoners (volkstelling 2010).